# Anna Stjażkina
Anna Wiaczesławowna Stjażkina, ros. Анна Вячеславовна Стяжкина (ur. 5 czerwca 1997) – rosyjska szachistka, mistrzyni międzynarodowa od 2013 roku.

## Kariera szachowa
Od 2007 r. wielokrotnie reprezentowała Rosję na mistrzostwach świata i Europy juniorek w różnych kategoriach wiekowych, zdobywając dziewięć medali: 
- cztery złote (Kemer 2007 – MŚ do 10 lat, Herceg Novi 2008 – ME do 12 lat, Maribor 2012 – MŚ do 16 lat, Budva 2013 – ME do 16 lat),
- cztery srebrne (Szybenik 2007 – ME do 10 lat, Kemer 2009 – MŚ do 12 lat, Batumi 2010 – ME do 14 lat, Caldas Novas 2011 – MŚ do 14 lat),
- jeden brązowy (Batumi 2014 – ME do 18 lat).

Normy na tytuł mistrzyni międzynarodowej wypełniła w latach 2012 (w Połądze i Mariborze) oraz 2013 (we Frydku-Mistku).
Najwyższy ranking w dotychczasowej karierze osiągnęła 1 września 2013 r., z wynikiem 2244 punktów zajmowała wówczas 50. miejsce wśród rosyjskich szachistek.